# Newtown (Indiana)
Newtown é uma cidade  localizada no estado americano de Indiana, no Condado de Fountain.

## Demografia
Segundo o censo americano de 2000, a sua população era de 162 habitantes.
Em 2006, foi estimada uma população de 160, um decréscimo de 2 (-1.2%).

## Geografia
De acordo com o United States Census Bureau tem uma área de 1,3 km², dos quais 1,3 km² cobertos por terra e 0,0 km² cobertos por água.

## Localidades na vizinhança
O diagrama seguinte representa as localidades num raio de 16 km ao redor de Newtown.